# كريس بيسلي
كريس بيسلي (بالإنجليزية: Chris Beasley)‏ هو لاعب كرة قاعدة أمريكي، ولد في 23 يونيو 1962 في جاكسون في الولايات المتحدة.

## وصلات خارجية
- كريس بيسلي على موقعبيزبول رفرنس.كوم (الدوري الرئيسي) (الإنجليزية)
- كريس بيسلي على موقعبيزبول رفرنس.كوم (الدوري الثانوي) (الإنجليزية)
- كريس بيسلي على موقع مشجعي الرسوم البيانية (الإنجليزية)
- كريس بيسلي على موقع كلية كرة السلة في سبورتس رفرنس.كوم (الإنجليزية)